# Новомар'ївка (Дніпровський район)
Новома́р'ївка — село в Україні, у Святовасилівській сільській територіальній громаді Дніпровського району Дніпропетровської області. Населення — 734 мешканці.

## Географія
Село Новомар'ївка знаходиться за 99 км на південний захід від районного центру, на відстані 1,5 км від села Чернігівка. По селу протікає висихний струмок з загатами. Поруч проходить залізниця, станція Незабудине за 3 км.

## Історія
Населений пункт заснований у першій половині 19 сторіччя.
До 1946 року село називалося Мар'ївка. Західні частини села називалися Авдот'ївка і Смоленське.
У Новомар'ївці за часів УРСР була розміщена центральна садиба колгоспу ім. Жданова, за яким було закріплено 7826 га сільськогосподарських угідь, у тому числі 6607 га орних земель. Основний напрям господарства — виробництво зерна, м'яса, молока. Тут були допоміжні підприємства — млин і олійниця.
За 1966—1976 роки у селі побудовано та реконструйовано 130 індивідуальних житлових будинків, прокладено водопровід.
1989 року за переписом тут мешкало приблизно 870 осіб.

## Опис
У середній школі села 23 вчителі навчають 318 учнів. Працюють будинок культури з залом на 250 місць, дві бібліотеки, книжковий фонд яких становить 13 тис. примірників, амбулаторія, пологовий будинок, аптека. Про здоров'я мешканців села піклуються два лікарі та п'ять людей із середньою медичною освітою. Є дитячий садок на 20 місць. До послуг жителів Новомар'ївка — п'ять магазинів, їдальня, майстерня побутового обслуговування, АТС, поштове відділення, ощадна каса.
У Новомар'ївці був встановлений пам'ятник В. І. Леніну. Є пам'ятник на братській могилі 160 радянських воїнів, загиблих при визволенні села від німецько-нацистських загарбників.

## Населення

### Мова
Розподіл населення за рідною мовою за даними перепису 2001 року:
| Мова                | Відсоток |
| ------------------- | -------- |
| українська          | 91,6 %   |
| російська           | 5,6 %    |
| вірменська          | 2 %      |
| інші/не визначилися | 0,8 %    |

## Особистості
В селі народилися:
- Дубов Ігор Леонідович (1973—2014) — молодший сержант Збройних сил України, учасник російсько-української війни.
- Рапопорт Борис Ізраїльович (нар. 1930) — український скульптор.